# حسنعلی مروارید
میرزا حسنعلی مروارید (زاده ۹ مهر ۱۲۹۰ در مشهد - درگذشتهٔ ۱۴ مهر ۱۳۸۳ در مشهد) فقیه و عالم تشیع معاصر بود.
تخصص اصلی او در زمینه فهم احادیث و معارف اهل بیت، به خصوص در جهات اعتقادی و کلامی بوده است. از او به عنوان یک شخصیت مُهذّب و معنوی شناخته شده و مورد قبول در مشهد نام می‌برند.

## زندگی‌نامه
میرزا حسنعلی مروارید ۹ مهر ۱۲۹۰ شمسی در مشهد و در خانواده ای مذهبی به دنیا آمد. پدرش شیخ محمدرضا را در نه سالگی از دست داد و از همان زمان تحت تربیت حسنعلی نخودکی اصفهانی قرار گرفت. وی در ۱۳ سالگی وارد حوزه علمیه گردید و در سن ۳۰ سالگی با دختر شیخ رضا تقوی بجنوردی (نوه شیخ محمدتقی تقوی بجنوردی، از شاگردان صاحب جواهر و شیخ انصاری) ازدواج کرد. حاصل این ازدواج ده فرزند بود: هفت پسر و سه دختر. معروف‌ترین فرزند او، مهدی مروارید از شاگردان معروف سید علی سیستانی در نجف و نماینده او در مشهد می‌باشد.

### خاندان
پدرش محمدرضا از علمای مشهد بود. وی با شیخ عباس قمی و ملاهاشم خراسانی (مؤلف کتاب منتخب التواریخ) و حسنعلی نخودکی اصفهانی رابطه نزدیک داشت و حتی بعد فوت شیخ محمدرضا، این افراد با فرزندش حسنعلی رفت‌وآمد داشتند. شیخ عباس قمی گاه به منزل آنها سر میزد و بعضی کتب خود را به حسنعلی هدیه می‌داد.
عموی وی، علی‌اکبر مروارید نیز از علما و شاگردان آخوند محمدکاظم خراسانی در نجف بوده‌است. جد مادری وی نیز، میرزا حسنعلی تهرانی (از عالمان بزرگ و شاگردان میرزای شیرازی) قرار داشت.
شهرت «مروارید» در این خاندان با شهاب‌الدین عبدالله مروارید، متخلص به بیانی آغاز می‌شود.
گفته شده که پدر شهاب الدین، شمس الدین محمد که از وزرای دربار زمان خود بود، از طرف امرای تیموری به مأموریتی به بحرین رفت. در راه بازگشت چند دانه مروارید پربها با خود آورد و به این سبب به «مروارید» مشهور شد و این نام در خاندانش ماند.

## زندگی‌نامهٔ علمی و اجتماعی

### فعالیت‌های علمی
او بعد از ورود به حوزه در سن ۱۳ سالگی و آموختن ابتدائیات طلبگی، وقتی که ۱۷ سال بیشتر نداشت، وارد حلقه درس میرزا مهدی اصفهانی گردید و نزدیک ۲۰ سال با او مراوده داشت. میرزا مهدی اصفهانی، از اولین شاگردان مبرز میرزای نائینی در نجف بود که بعد کسب اجازه اجتهاد از او و تأیید آغاضیاء الدین عراقی، سید ابوالحسن اصفهانی و شیخ عبدالکریم حائری یزدی، وارد مشهد گشت و کرسی درس‌های معارف، فقه و اصول را برگزار نمود و حسنعلی مروارید هم در تمامی آنها شرکت می‌نمود. میرزا مهدی اصفهانی به عنوان مؤسس مکتب تفکیک نیز شناخته می‌گردد.
وی بعد از مدتی تحصیل، آغاز به تدریس دروس سطح حوزه و بعد فوت استاد خود، میرزا مهدی اصفهانی، تدریس خارج فقه و اصول و معارف دینی پرداخت که عده زیادی از طلاب علوم دینی هم در درس‌های او شرکت می‌نمودند.

نام بعضی شاگردان:
شیخ محمدباقر علم الهدی، سید محمود مجتهدی سیستانی، میرزا علی رضا غروی، شیخ محمد واله، استاد کاظم مدیر شانه چی، سید محمد موسوی نژاد، میرزا عبدالجواد غرویان، شیخ حبیب‌الله مهمان نواز، شیخ مسلم حائری، شیخ علی اکبر علیزاده یزدی، شیخ محمود اکبرزاده، شیخ حسین گرایلی، سید احمد صدرایازی، شیخ محمدحسن خزاعی، شیخ علی نوروزی، شیخ علی اصغر یوسفی، شیخ محمد امینی، روحانی کاشمری، شیخ علی اکبرالهی خراسانی، حاج جلال مروارید، شیخ مهدی مروارید و…

#### استادان اصلی
- حسنعلی نخودکی اصفهانی (استاد کتاب فقهی شرح لمعه)
- محمدکاظم مهدوی دامغانی (استاد کتاب اصولی قوانین و رسائل)
- هاشم قزوینی (استاد کتاب فقهی مکاسب)
- میرزا مهدی اصفهانی (استاد خارج فقه، اصول و معارف)[۱۰]

### فعالیت‌های اجتماعی
حسنعلی مروارید مدرسهٔ علمیهٔ بعثت را در سال ۱۳۵۰ و مدرسهٔ علمیهٔ سعادت را در سال ۱۳۵۵ و در شهر مشهد تأسیس و وقف کرد.
وی در مسجد ملاحیدر مشهد که در نزدیکی حرم امام رضا قرار داشت، نماز جماعت برگزار می‌کرد.
او در مشهد به جهت اخلاق خوب خود، بین مردم محبوب گردیده بود و حتی مخالفان معارفی وی، از او به خوبی یاد می‌کنند.

## درگذشت
وی در ۱۴ مهر ۱۳۸۳ بعد ۹۳ سال عمر، درگذشت و بعد اقامه نماز میت توسط دوست دیرینه اش، میرزا علی فلسفی، در رواق دارالسرور حرم امام رضا به خاک سپرده شد.